# Duggirala
Duggirala là một mandal thuộc huyện Guntur, bang Andhra Pradesh, Ấn Độ. The mandal is bounded by Mangalagiri, Pedakakani, Tenali and Kollipara mandals. Krishna River lies to the northeast of the Duggirala mandal.